# Pokrzywnica (gmina)
Pour les articles homonymes, voir Pokrzywnica.
Pokrzywnica est une gmina rurale (gmina wiejska) de la powiat de Pułtusk, dans la Voïvodie de Mazovie, dans le centre-est de la Pologne.
Son siège administratif (chef-lieu) est le village de Pokrzywnica, qui se situe environ 11 kilomètres au sud-ouest de Pułtusk (siège de la powiat) et 45 kilomètres au nord de Varsovie (capitale de la Pologne).
La gmina couvre une superficie de 120,99 km2 pour une population de 4 734 habitants en 2006.

## Histoire
De 1975 à 1998, la gmina est attachée administrativement à la voïvodie de Ciechanów.

Depuis 1999, elle fait partie de la voïvodie de Mazovie.

## Géographie
La gmina inclut les villages et localités de :

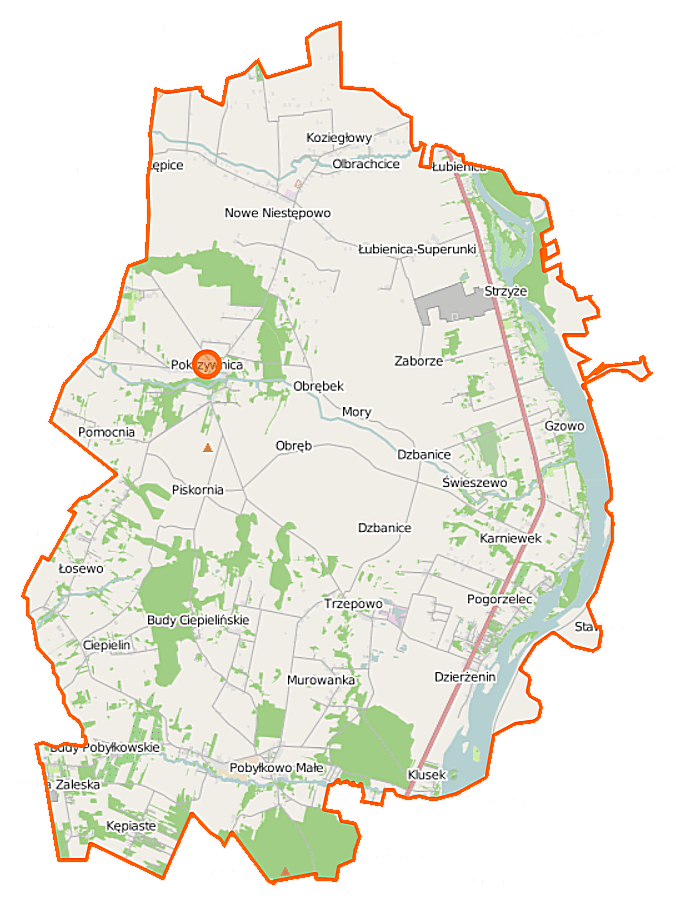
Plan de la gmina

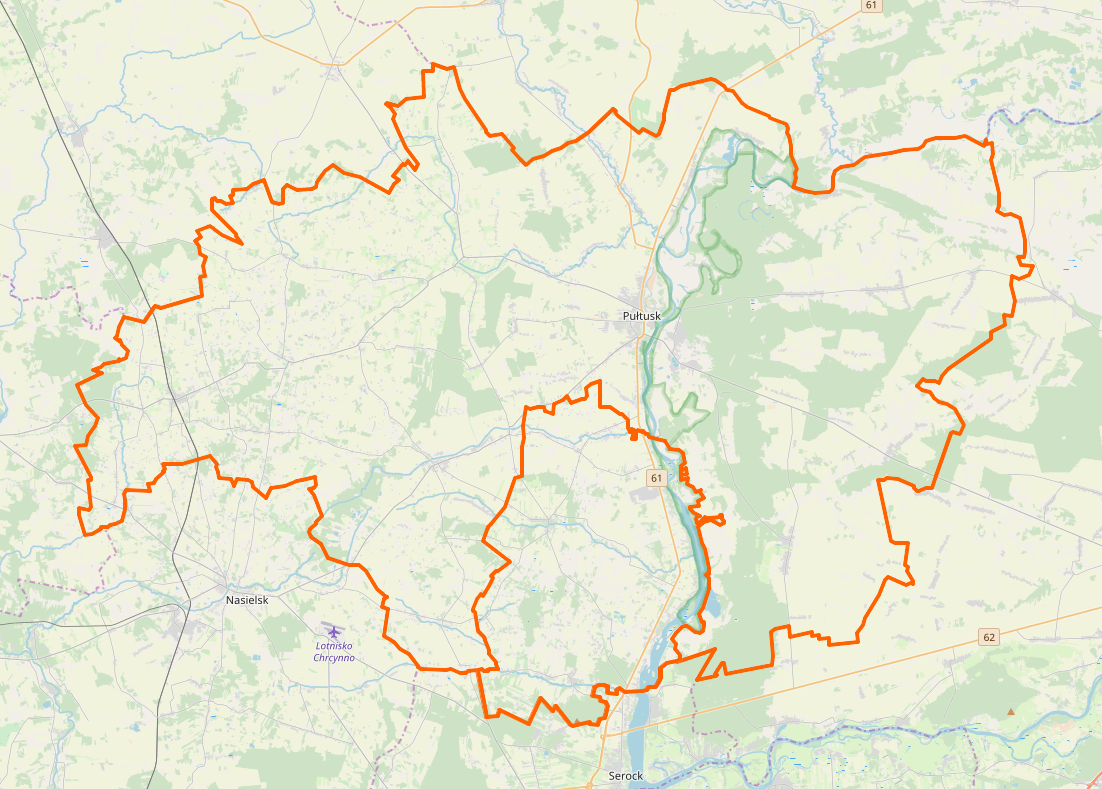
Localisation de la gmina dans la powiat

- Budy Ciepielińskie
- Budy Obrębskie
- Budy Pobyłkowskie
- Ciepielin
- Dzbanice
- Dzierżenin
- Gzowo
- Karniewek
- Kępiaste
- Klaski
- Klusek
- Koziegłowy
- Łępice
- Łosewo
- Łubienica
- Łubienica-Superunki
- Mory
- Murowanka
- Niestępowo Włościańskie
- Nowe Niestępowo
- Obręb
- Obrębek
- Olbrachcice
- Piskornia
- Pobyłkowo Duże
- Pobyłkowo Małe
- Pogorzelec
- Pokrzywnica
- Pomocnia
- Strzyże
- Świeszewo
- Trzepowo
- Witki
- Wólka Zaleska
- Zaborze

### Gminy voisines
La gmina de Pokrzywnica est voisine des gminy suivantes :
- Pułtusk
- Serock
- Winnica
- Zatory

## Structure du terrain
D'après les données de 2002, la superficie de la commune de Pokrzywnica est de 120,99 km2, répartis comme telle :
- Terres agricoles: 9 084 ha
- Forêts: 1 420 ha
- Eau: 882 ha
- Routes: 280 ha
- Zones bâties: 281 ha

La commune représente 14,6% de la superficie du powiat.

## Démographie
Données du 30 juin 2004 :
| Description        | Total  | Total | Femmes | Femmes | Hommes | Hommes |
| ------------------ | ------ | ----- | ------ | ------ | ------ | ------ |
| Unité              | Nombre | %     | Nombre | %      | Nombre | %      |
| Population         | 4 734  | 100   | 2 336  | 49,3   | 2 398  | 50,7   |
| Densité (hab./km²) | 39,1   | 39,1  | 19,3   | 19,3   | 19,8   | 19,8   |